# Wester Kames Castle

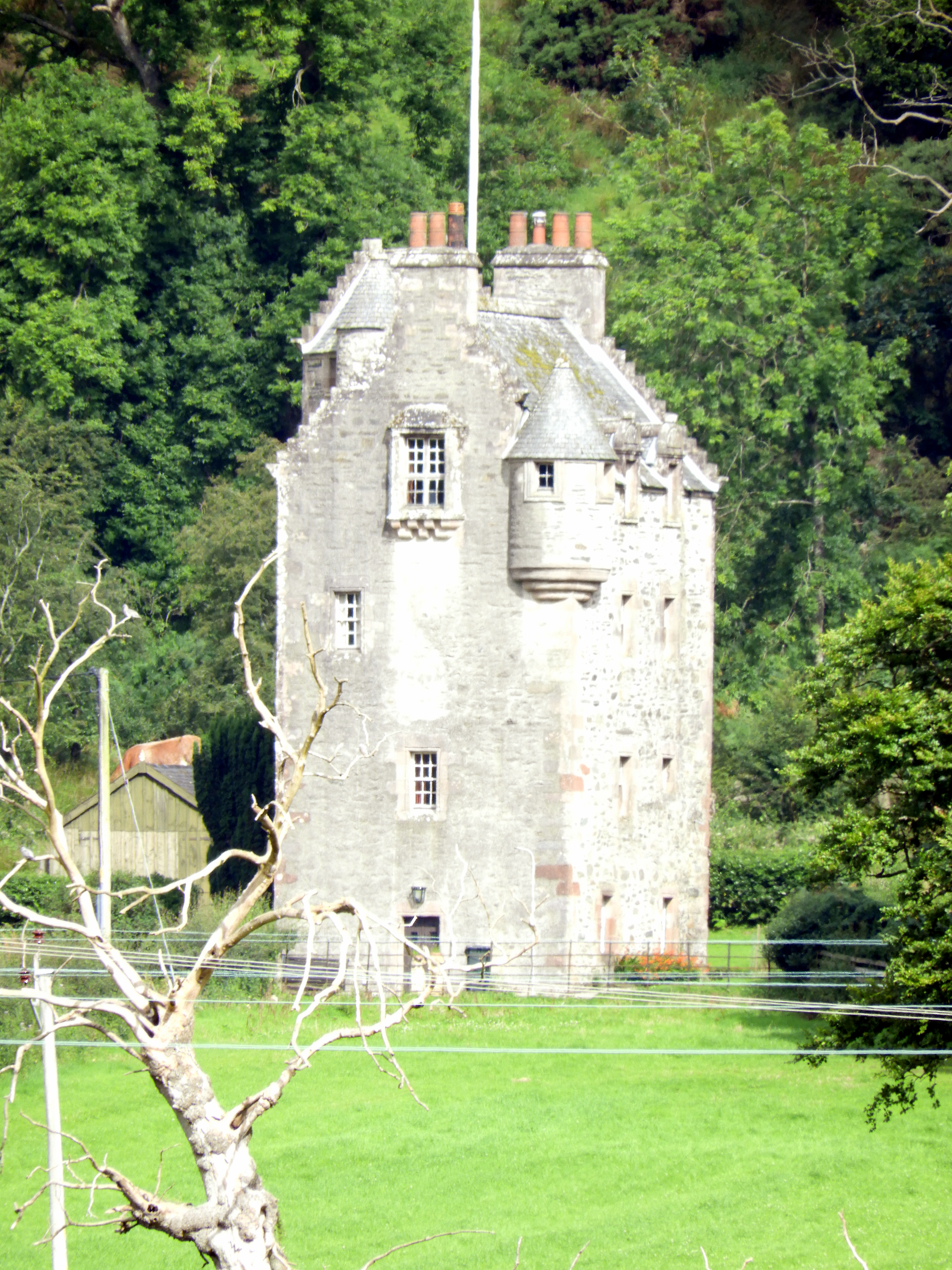
Wester Kames Castle, 2017

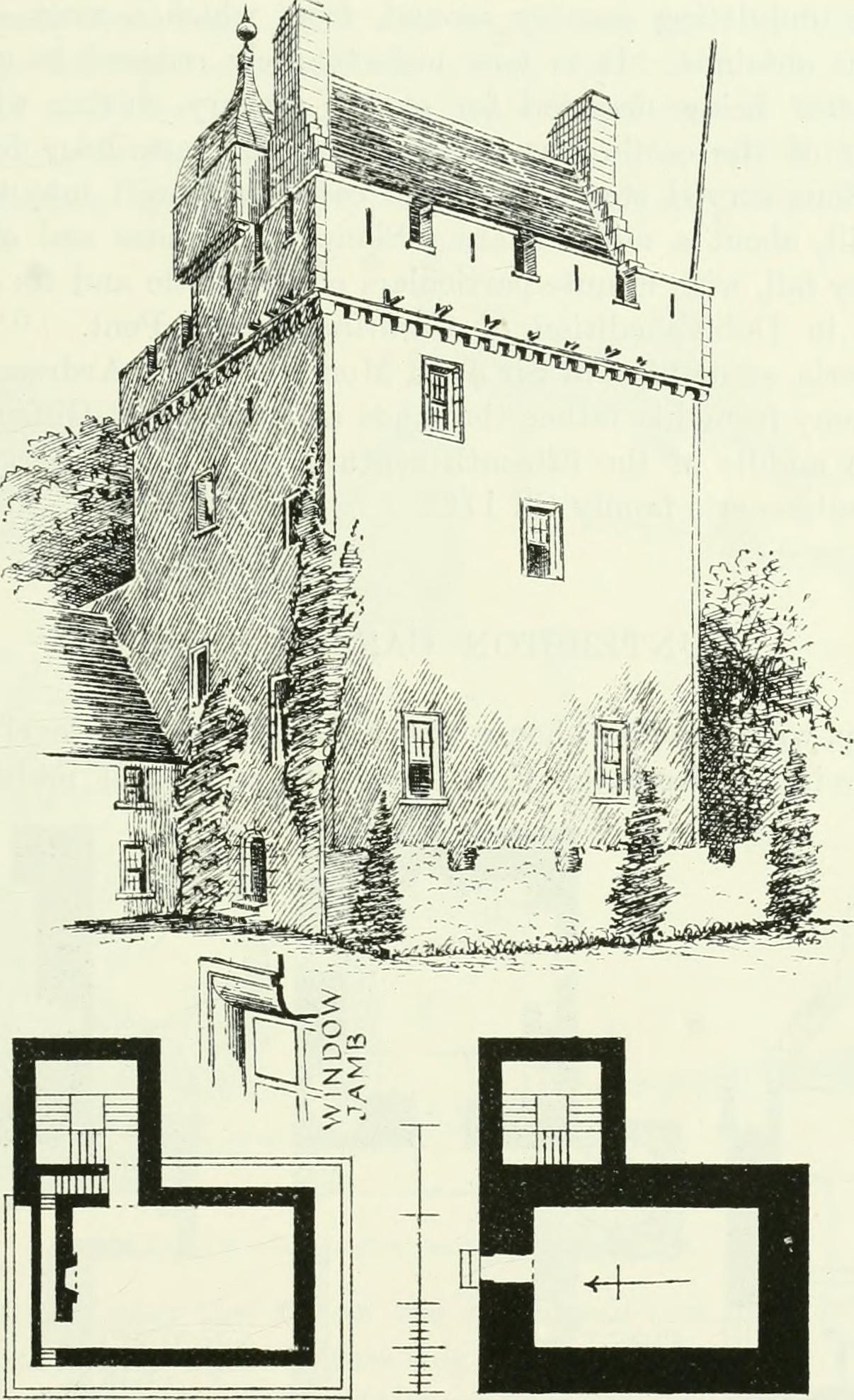
Wester Kames Castle, 1887

Wester Kames Castle ist ein Schloss auf der schottischen Insel Bute. Es liegt im Osten der Insel nahe der Ortschaft Port Bannatyne und Kames Bay. 1971 wurde Wester Kames Castle in die schottischen Denkmallisten in der Kategorie A aufgenommen.

## Geschichte
Das kleine Schloss wurde entweder im späten 16. oder dem frühen 17. Jahrhundert errichtet und damit im selben Zeitraum wie das nahegelegene Kames Castle. Es war Sitz der Spenses von Wester Kames, deren Familiengeschichte bis in das 15. Jahrhundert zurückverfolgt werden kann. Ende des 19. Jahrhunderts war Wester Kames Castle weitgehend verfallen und nur noch bis zu einer Höhe von etwa vier Metern erhalten. Zwischen 1895 und 1905 wurde das Gebäude von Robert Weir Schultz auf Geheiß von John Patrick Crichton-Stuart, 3. Marquess of Bute restauriert. Hierbei wurde auf einen originalgetreuen und harmonischen Wiederaufbau geachtet. Die Höhe der Ruinen markiert heute eine Reihe roter Backsteine.

## Beschreibung
Das Gebäude ragt von einer Grundfläche von etwa 7,5 m × 6,5 m vier Stockwerke in die Höhe. Die Fenster sind asymmetrisch angeordnet. Es besteht aus Bruchstein, der an den Gebäudekanten mit Ecksteinen aus Sandstein abgesetzt ist. An der nordöstlichen Ecke befindet sich auf Höhe des obersten Stockwerks ein kleiner Eckturm mit Kegeldach. Das Gebäude schließt mit schiefergedeckten Satteldach ab. Die Giebelflächen sind als Staffelgiebel gearbeitet. Die Fassaden sind teilweise in der traditionellen Harling-Technik verputzt.